# Al-Rayyan SC
Al-Rayyan SC (arabsky نادي الريان الرياضي) je katarský multisportovní klub, nejvýznamnější jsou oddíly fotbalu, futsalu, basketbalu, volejbalu, házené a stolního tenisu. Domácím stadionem je Stadion Ahmada bin Alího v Al-Rayyan. Vznikl v roce 1967 sloučením dvou klubů. Barvy klubu jsou červená a černá.